# Beagle 2
Pour les articles homonymes, voir Beagle (homonymie).
Beagle 2 est un petit engin spatial, de type atterrisseur, développé par l'Agence spatiale européenne, qui s'est posé sur la planète Mars le 25 décembre 2003, mais dont la mission a échoué. Il était embarqué à bord de la sonde européenne Mars Express, lancée le 2 juin 2003, et s'en est séparé le 19 décembre 2003 pour entamer la phase de rentrée dans l'atmosphère de Mars. Après la séparation, Beagle 2 n'a plus donné aucun signe d'activité. L'hypothèse la plus probable est que Beagle 2 se serait posé avec succès dans la région d'Isidis Planitia, mais qu'un problème serait survenu lors de son déploiement au sol. La sonde spatiale, dont la position était restée inconnue après son atterrissage, a été identifiée en janvier 2015 sur des photos de la surface de Mars prises par l'orbiteur martien Mars Reconnaissance Orbiter.

## Objectif
Beagle 2 fut conçu et construit par des universitaires britanniques, dont le professeur Colin Pillinger de l'Open University, pour le compte de l'ESA. Son but était de rechercher des signes de vie actuelle ou passée dans le sous-sol de Mars. Son nom reflète son but : le HMS Beagle fut le vaisseau sur lequel Charles Darwin fit son voyage qui révolutionna la connaissance humaine de la vie sur Terre. Pillinger dit : « Nous espérons que Beagle 2 en fera autant pour Mars. »
Il est à noter qu'il n'y a jamais eu de Beagle 1.

## Caractéristiques techniques
| Sous-ensemble                 | Composant                           | Masse   |
| ----------------------------- | ----------------------------------- | ------- |
| Véhicule de descente          | Bouclier thermique                  | 17,8 kg |
| Véhicule de descente          | Parachute                           | 3,3 kg  |
| Véhicule de descente          | Airbags et générateurs de gaz       | 14,6 kg |
| Véhicule de descente          | Total véhicule de descente          | 35,7 kg |
| Atterrisseur hors instruments | Structure                           | 12 kg   |
| Atterrisseur hors instruments | Panneaux solaires                   | 3,2 kg  |
| Atterrisseur hors instruments | Bras articulé ARM                   | 2,1 kg  |
| Atterrisseur hors instruments | Émetteur radio                      | 0,65 kg |
| Atterrisseur hors instruments | Batterie                            | 2,65 kg |
| Atterrisseur hors instruments | Ordinateur embarqué                 | 3 kg    |
| Atterrisseur hors instruments | Divers                              | 0,7 kg  |
| Atterrisseur hors instruments | Total atterrisseur hors instruments | 22,3 kg |
| Instruments                   | GAP                                 | 5,7 kg  |
| Instruments                   | Analyseur de gaz PAW                | 2,75 kg |
| Instruments                   | BEEST                               | 0,25 kg |
| Instruments                   | Ensemble instrumental Ess           | 0,2 kg  |
| Instruments                   | Total instruments                   | 8,9 kg  |

Beagle 2 est un atterrisseur de très petite taille (68,8 kg) dont la masse était limitée par la capacité du lanceur Soyouz chargé de placer en orbite la sonde Mars Express. Beagle 2 était de conception très simple. L'atterrisseur une fois posé sur le sol de Mars restait fixe et devait effectuer toutes les mesures sur place. Tout l'intérêt de la mission résidait dans les mesures physico-chimiques que la sonde devait entreprendre afin de déceler des traces fossiles de vie bactérienne. Il a la forme d'une soucoupe de 66 cm de diamètre et de 52,4 cm de haut. Une fois déployé au sol, le diamètre est de 92,4 cm et la hauteur est de 66 cm. Il comporte :
- un bouclier avant et arrière chargé de le protéger durant la rentrée atmosphérique à grande vitesse ;
- un parachute et des coussins gonflables (« airbags ») qui doivent lui permettre de se poser intact sur le sol martien ;
- la capsule destinée à arriver sur le sol (atterrisseur) qui renferme les instruments scientifiques et l'équipement qui doit permettre de survivre et de transmettre les données recueillies.

La sonde possédait un bras articulé long de 75 cm qui devait être déployé après l'atterrissage. Il comportait une paire d'appareils photos, un microscope, des spectromètres, une perforeuse pour prélever des échantillons de roche et un système d'éclairage. Un spectromètre de masse devait permettre de mesurer les proportions des différents isotopes de carbone. Le carbone étant supposé être à la base de toute vie, ces analyses auraient pu révéler si l'échantillon contenait les restes d'organismes vivants.

## La phase d'approche
Beagle 2 était embarqué à bord de la sonde européenne Mars Express, il était ensuite prévu que les deux sondes se séparent une quinzaine de jours avant le contact avec Mars. Les concepteurs de Beagle 2 avaient pris le parti d'une sonde légère et peu coûteuse, elle ne possédait aucun moyen de propulsion et devait simplement poursuivre sur sa lancée après le largage par Mars Express. Par ailleurs, aucun paramètre de Beagle 2 ne pouvait plus être vérifié après la séparation car les moyens de communication radio avec Mars Express, qui lui servait aussi de relais avec la Terre, ne devaient être déployés qu'après l'atterrissage sur Mars. La sonde européenne était donc muette, et donc les techniciens aveugles, pendant la phase la plus délicate de son voyage. Après avoir quitté l'orbite martienne, elle devait descendre dans l'atmosphère de la planète, profiter du freinage aérodynamique, ouvrir un parachute, puis un second. Devait suivre le gonflement de ballons tout autour de l'appareil pour amortir le choc lorsqu'il percuterait la surface planétaire en rebondissant sur ces sacs de protection. Le déploiement de panneaux en forme de pétale devait lui permettre de se redresser et s'orienter automatiquement.

## L'échec de la mission
Après son atterrissage, Beagle 2 aurait dû émettre un premier signal de confirmation vers Mars Express. Ce signal n'a jamais été reçu. Malgré de nombreuses tentatives pour entrer en communication avec la sonde, soit depuis l'orbite martienne grâce aux deux sondes présentes autour de la planète, soit depuis des radiotélescopes terrestres, Beagle 2 est restée muette. Pourtant, la trajectoire de Mars Express ayant été conforme aux prévisions, on suppose alors que Beagle 2 a été correctement larguée et qu'elle s'est bien posée sur Mars. Le 27 décembre 2003, l'Agence spatiale européenne affirme que la sonde s'est probablement écrasée à l'atterrissage mais elle est finalement retrouvée partiellement déployée sur Mars en janvier 2015, par la sonde Mars Reconnaissance Orbiter.

### Emplacement de Beagle 2
Le 20 décembre 2005, le professeur Pillinger, se basant sur des images de la sonde Mars Global Surveyor, annonce sur le site officiel de la mission qu'il a peut-être localisé l'emplacement où se trouve Beagle 2. Ce serait près d'un cratère dans le bassin d'Isidis Planitia, site d'atterrissage de Beagle 2. Les images montrent plusieurs formes blanches qui pourraient être les ballons de protection qui devaient amortir l'impact avec le sol du robot.
| Mars 3 Viking 1 Viking 2 Mars Pathfinder Spirit Opportunity Phoenix Curiosity Perseverance Beagle 2 Schiaparelli InSight Mars 6 Mars 2 |

Position de Beagle 2 par rapport aux autres sondes spatiales ayant atterri sur Mars.

### Sonde retrouvée en 2015
L'agence spatiale britannique a annoncé vendredi 16 janvier avoir retrouvé à la surface de la planète Mars la trace de la sonde Beagle 2, qui avait été déclarée définitivement perdue il y a dix ans, peu de temps après son lancement. La sonde a été observée par l'instrument HiRISE du Mars Reconnaissance Orbiter. « L'atterrisseur Beagle 2 qu'on pensait perdu depuis 2003 a été retrouvé partiellement déployé sur la surface de la planète, mettant fin au mystère » autour de la mission européenne Mars Express, a expliqué l'agence britannique dans un communiqué,. L'atterrissage a donc réussi, mais la phase de déploiement n'a pas pu être réalisée.